# Harburger Transporter

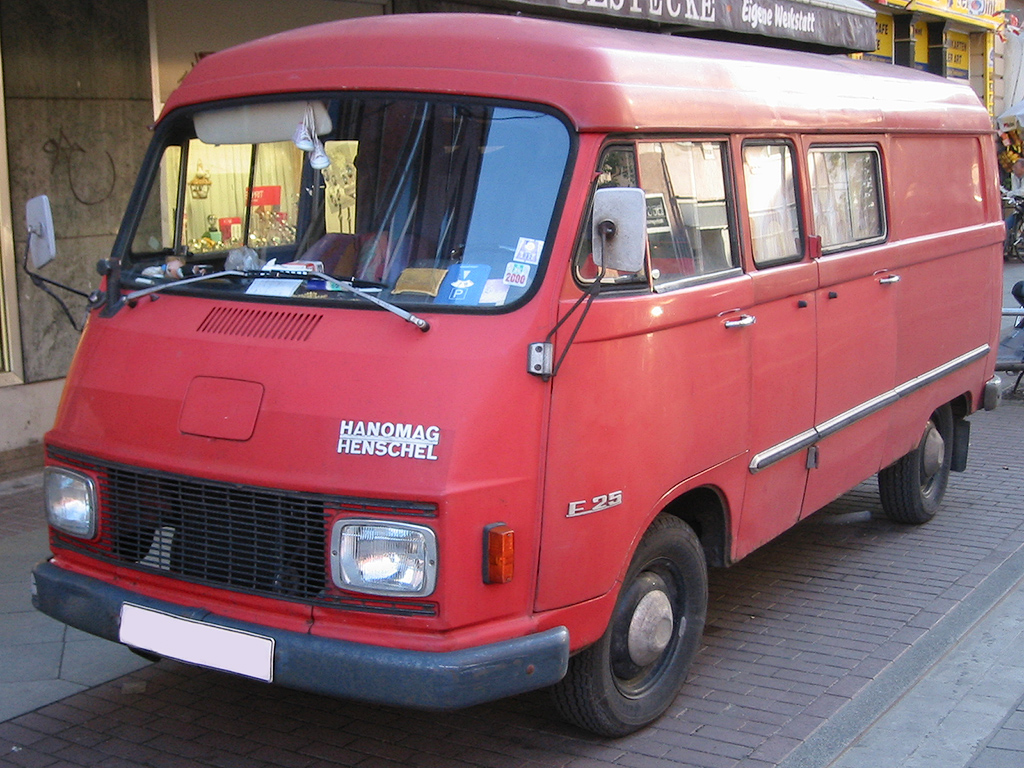
Hanomag-Henschel F 25

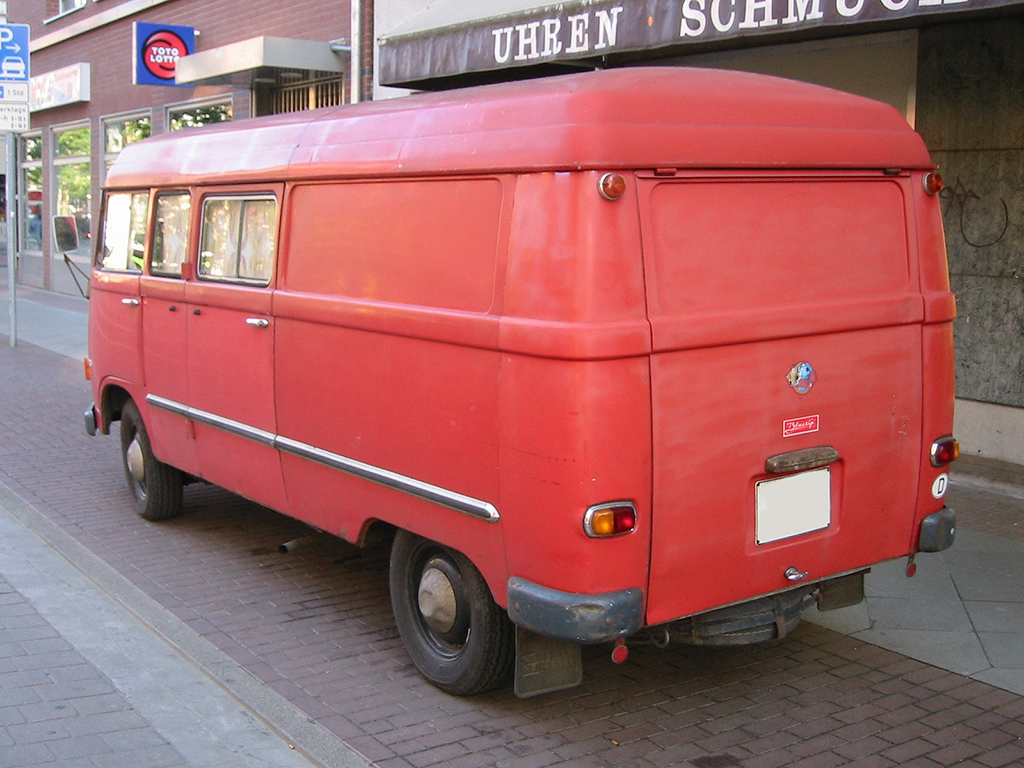
Hanomag-Henschel F 25

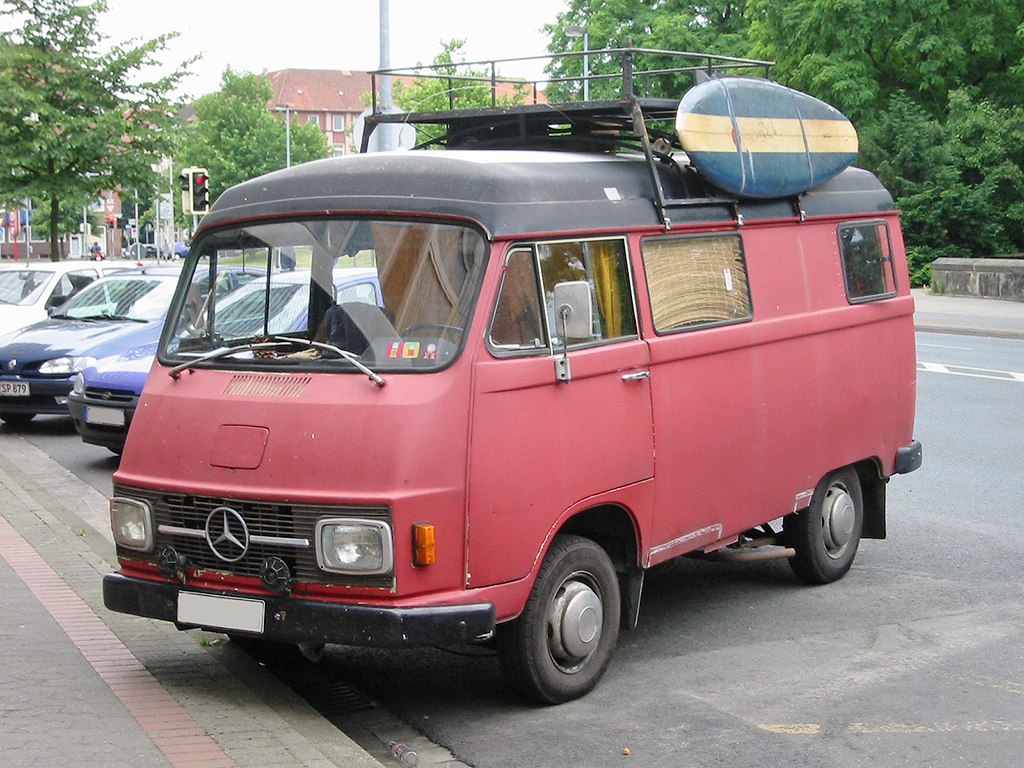
Harburger Transporter som Mercedes-Benz

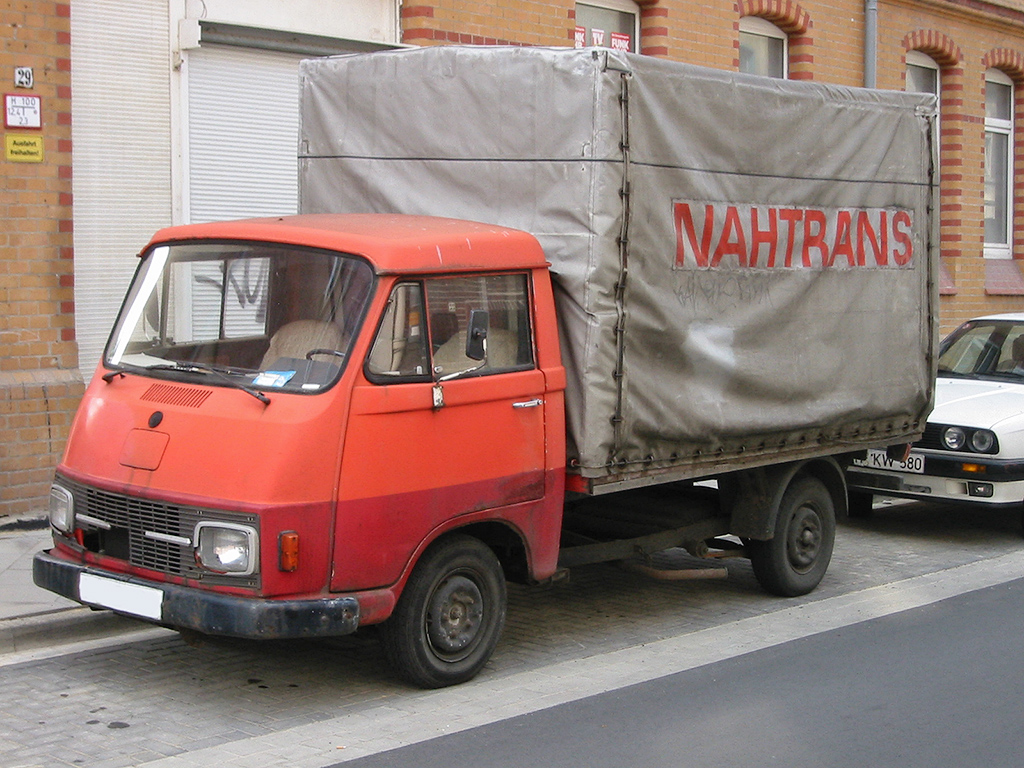
Flakversion

Harburger Transporter kallas en skåpbilsmodell som såldes under namnen Hanomag, Rheinstahl-Hanomag, Hanomag-Henschel och Mercedes-Benz. 
Harburger Transporter har sitt ursprung i fordonstillverkaren Tempo i Harburg utanför Hamburg som under 1950-talet tillverkade en populär trehjulig distributionsbil. Under 1960-talet utvecklade man en modern leveransbil som skulle ta upp konkurrensen med VW. 1965 tog Hanomag över Tempo varpå bilarna började säljas under namnet Rheinstahl-Hanomag under 1966. Rheinstahl var en stålkoncern som ägde Hanomag. Rheinstahl slog 1969 samman företagen Hanomag och Henschel varpå Hanomag-Henschel skapades. Redan 1970 tog Mercedes-Benz i sin tur över företaget från Rheinstahl och Harburger Transporter började säljas även under namnet Mercedes-Benz.
1970 slutade man använda sig av Hanomags dieselmotorer i fordonen och istället blev det Mercedes-Benz som stod för dieselmotorleveranserna. Bensinmotorerna fortsatte att komma från brittiska Austin som tidigare. Fram till 1975 såldes Harburger Transporter både som Hanomag-Henschel och Mercedes-Benz. Under namnet Mercedes-Benz tillverkades Harburger Transporter fram till 1977.
Skåpbilarna introducerades 1967 som efterföljare till Hanomag Matador E. Daimler-Benz AG ägde 51 procent av aktierna i omstruktureringen av Rheinstahl-koncernen 1969. Som ett resultat av detta levererades de första bilarna med Mercedes-stjärnan redan 1970. Mercedes hade typbeteckningarna L 206D, L 207, L 306D, L 307 och LE 306 (elbil). Hanomags bilar hade typbeteckningarna F 20, F 25, F 30 och F 35 och erbjöds parallellt fram till 1975. Trots att produktionen nästan var klar 1977 tillverkades 562 fordon fram till 1980. Totalt kördes 165 034 bilar med Mercedes treuddiga stjärna. Av dessa är endast 59 elbilar.